# Kilomètre zéro (Première Guerre mondiale)

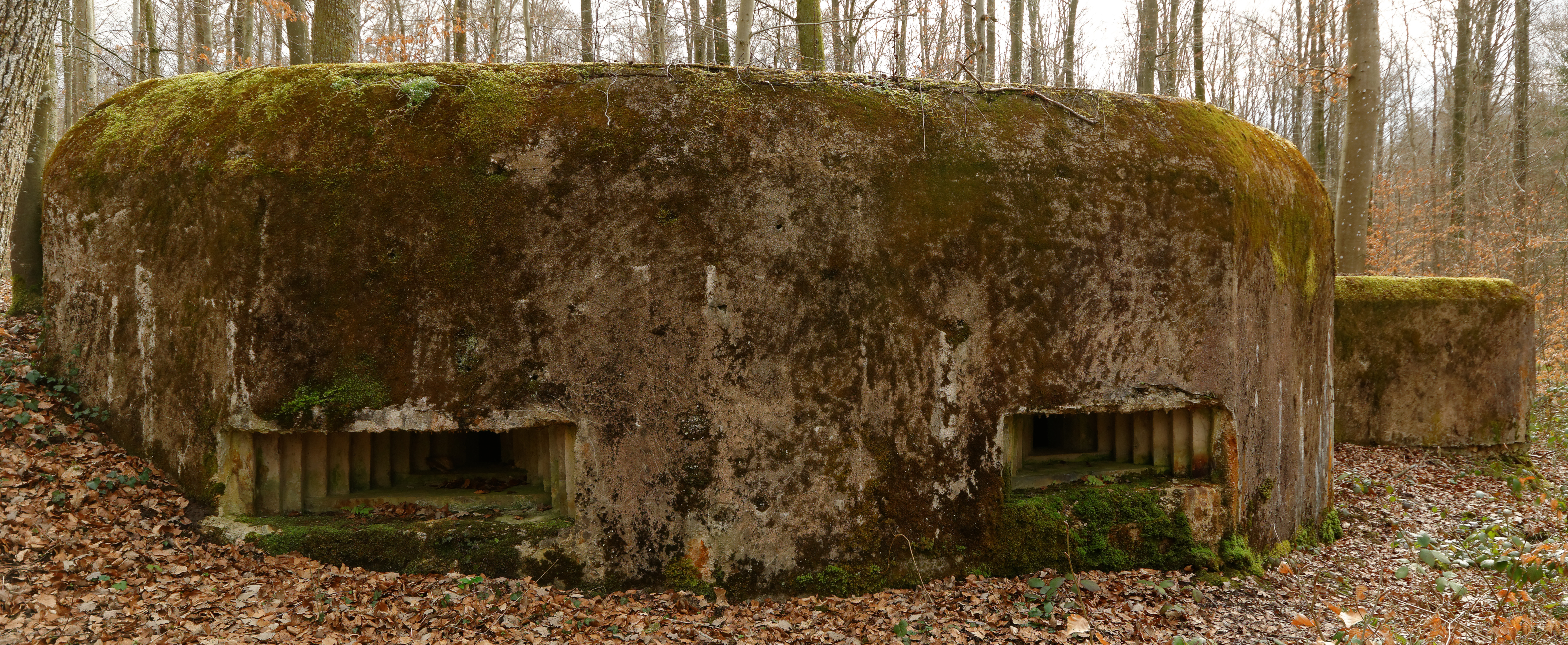
La Villa Agathe est le 1er blockhaus français en béton depuis le Kilomètre zéro du lieu-dit « le Largin » en Suisse. Situé sur le ban communal de Pfetterhouse, c'est un blockhaus d'infanterie. Personne ne connaît l'origine de son nom, transmis oralement depuis la fin de la Première Guerre mondiale.

Le kilomètre zéro est le point de départ de la ligne du front de l'Ouest établie durant la Première Guerre mondiale (1914-1918).

## Situation
Il se situe à la frontière franco-suisse actuelle au lieu-dit « Le Largin », le long de la rivière Largue. Le premier village français est Pfetterhouse et Bonfol pour la Suisse.

## Association «Les Amis du Kilomètre zéro»
Le « Kilomètre zéro » possède également son association qui œuvre à préserver et à faire connaître ce lieu historique. En 2013, un sentier balisé de 7,5 km a été ouvert au public, suivant au plus près le front.